# Цзян Сіньюй
Цзян Сіньюй (кит.: 蒋欣玗) — китайська тенісистка, що здебільшого спеціалізується на парній грі, призерка Універсіади.

## Фінали турнірів WTA

### Парний розряд: 10 (5 титулів)
| Легенда                     |
| --------------------------- |
| Grand Slam (0–0)            |
| WTA 1000 (0–0)              |
| WTA 500 (0–1)               |
| International/WTA 250 (5–3) |

| За поверхнею |
| ------------ |
| Хард (5–4)   |
| Трава (0–0)  |
| Грунт (0–0)  |
| Килим (0–0)  |

| Результат | В–П | Дата     | Турнір                          | Рівень        | Покриття | Партнерка    | Супротивниці                         | Рахунок          |
| --------- | --- | -------- | ------------------------------- | ------------- | -------- | ------------ | ------------------------------------ | ---------------- |
| Перемога  | 1–0 | Лип 2017 | Jiangxi International, КНР      | International | Хард     | Тан Цяньхуей | Алла Кудрявцева Аріна Родіонова      | 6–3, 6–2         |
| Перемога  | 2–0 | Лип 2018 | Jiangxi International, КНР (2)  | International | Хард     | Тан Цяньхуей | Люй Цзінцзін Йоу Сяоді               | 6–4, 6–4         |
| Перемога  | 3–0 | Вер 2023 | Guangzhou Open, КНР             | WTA 250       | Хард     | Го Ханьюй    | Ері Ходзумі Ніномія Макото           | 6–3, 7–6(7–4)    |
| Поразка   | 3–1 | Вер 2023 | Ningbo International, КНР       | WTA 250       | Хард     | Го Ханьюй    | Лаура Зігемунд Віра Звонарьова       | 6–4, 3–6, [5–10] |
| Поразка   | 3–2 | Січ 2024 | Hobart International, Австралія | WTA 250       | Хард     | Го Ханьюй    | Чжань Хаоцін Джуліана Ольмос         | 3–6, 3–6         |
| Поразка   | 3–3 | Лют 2024 | Hua Hin Championships, Таїланд  | WTA 250       | Хард     | Го Ханьюй    | Мію Като Алділа Сутдж'яді            | 4–6, 6–1, [7–10] |
| Поразка   | 3–4 | Сер 2024 | Washington Open, США            | WTA 500       | Хард     | У Фансьєнь   | Тейлор Таунсенд Ейджа Мухаммад       | 6–7(0), 3–6      |
| Перемога  | 4–4 | Січ 2025 | Auckland Open, Нова Зеландія    | WTA 250       | Хард     | У Фансьєнь   | Александра Крунич Сабріна Сантамарія | 6–3, 6–4         |
| Перемога  | 5–4 | Січ 2025 | Hobart International, Австралія | WTA 250       | Хард     | У Фансьєнь   | Моніка Нікулеску Фанні Штоллар       | 6–1, 7–6(8–6)    |
| Поразка   | 5–5 | Лют 2025 | Qatar TotalEnergies Open        | WTA 1000      | Тверде   | У Фансьєнь   | Сара Еррані Жасмін Паоліні           | 7–5, 7–6(12–10)  |